# Народный Курултай Кыргызстана
Народный Курултай Кыргызстана (кирг. Кыргызстан Элдик курултайы) — совещательное, наблюдательное, общественно-представительное собрание, которое дает рекомендации по направлениям общественного развития, решению важных вопросов социально-экономического развития общества и государства, защите прав и свобод граждан, развитию гражданского общества и духовно-идеологическим вопросам, призванный решать задачи объединения, этнокультурного развития и обновления Кыргызской Республики, обладает правом законодательной инициативы. Офис расположен в Кыргызстане в г. Бишкек.

## История
Традиция кыргызов собирать курултай для самоуправления, обсуждения наиболее важных вопросов и решения насущных проблем уходит своими корнями в глубокое прошлое. Известно, что курултаи проводились ещё в далёкие времена, когда решались наиболее важные вопросы.
29-31 августа 1992 года в Бишкеке прошел первый Всемирный курултай кыргызов, определивший стратегию национального развития кыргызского народа. На курултае участвовали делегаты кыргызского народа почти из всех континентов мира: Китай (Канат Абдубакир), Турция (Арип, Рахманкул, Токтосун ажы Сыдык уулу), Саудовская Аравия (Амит ажы Мырзахмат уулу, Абдурахим Абдрахман), Афганистан, Таджикистан, Узбекистан, США (Сыдык Алдаш), Нигерия (Кемелбаев Нургазы), Австралия (Азиз Абдукар), Франция (Ожурова Турсун) и другие.
Первый курултай народов Кыргызстана — официальное собрание, состоявшееся 21–22 января 1994 года в Бишкеке. В нем приняли участие представители 24 национально-культурных центров, созданных в Кыргызстане и зарубежные гости. На курултае обсуждались вопросы о будущем развитие Кыргызстана и его целях. Более 40 представителей народов Кыргызстана, Казахстана (А. Нурпеисов), США (сенатор Х. Хемпри) и др. Гости из нескольких стран выступили и призвали многонациональный народ республики к единству и согласию. Также обсуждались вопросы развития государственного языка и его дальнейшей судьбы. Было отмечено, что база для изучения кыргызского языка еще не создана. От имени Курултая перед лозунгом «Кыргызстан – наш общий дом» было сделано обращение ко всем народам, проживающим в Кыргызстане, и принята декларация, призывающая к национальному единству, межэтническому миру и согласию. На Курултае была создана Ассамблея народа Кыргызстана.

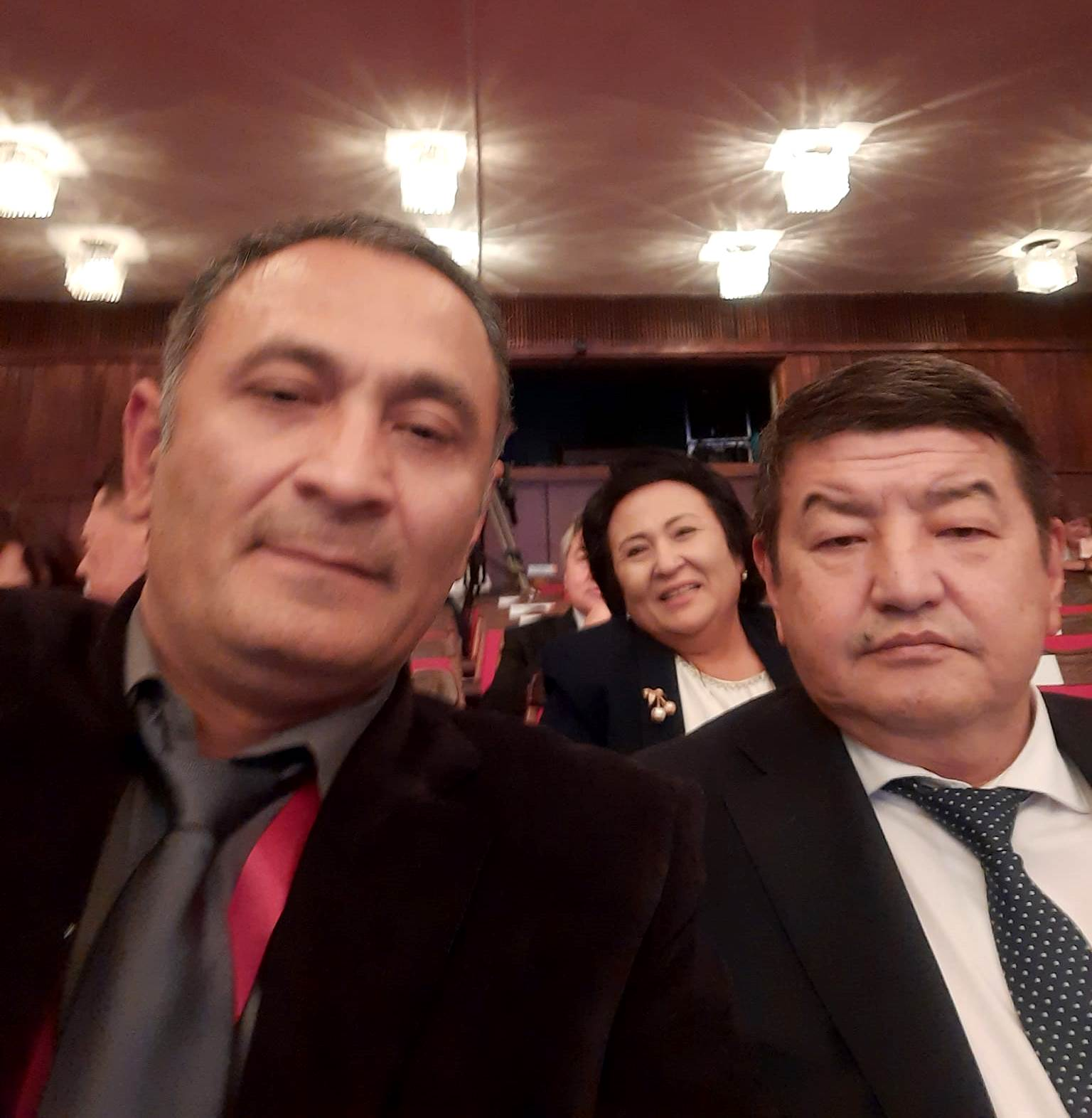
Председатель Кабинета министров Кыргызстана Акылбек Жапаров вместе с делегатом Курултая, избранным от Кара-Суйского района Дилмурадом Рахмановым участвуют на заседании 1-Народного Курултая Кыргызстана 2022 г.

### I Народный Курултай Кыргызстана
I Народный Курултай Кыргызстана состоялся 25—26 ноября 2022 года в филармонии имени Токтогула Сатылганова г. Бишкек. На курултае приняли участие 1 074 делегата, от айыльных аймаков и городов — 1 036 человек (по два от каждого из 452 айыльных аймаков и 12 городов областного значения и по одному от каждого из 18 городов районного значения), от города Бишкек — 60, от города Ош — 30, от трудовых мигрантов за рубежом — 28, от конфессиональных сообществ — 10. Первый Народный Курултай открыл председатель организационного комитета по проведению Курултая, государственный секретарь Кыргызстана Суйунбек Касмамбетов. На Курултае был избран председателем совета старейшин Кадыр Кошалиев. На Курултае с докладами выступили президент страны, председатель парламента, руководитель правительства, а также делегаты со всех регионов с проблемными вопросами, поднятыми на курултае местных сообществ. В итоговой резолюции отмечалось о принципах развития Кыргызстана, об укреплении межнациональных и межконфессиональных отношений, об усовершенствовании законов и др. Приняты обращения к народу Кыргызстана. Обсуждались проблемы по укреплению государственности Кыргызстана и его Конституции, по социально-экономическому, политическому и национально-культурному развитию Кыргызстана и народов Кыргызстана; по установлению и развитию связей с кыргызами, проживающими за пределами республики и др. Были приняты обращения к народам Кыргызстана и руководству страны. По итогам Народного Курултая открытым голосованием было принято резолюция, которая было направлено в госорганы и органы местного самоуправления в качестве рекомендаций.

### II Народный Курултай Кыргызстана

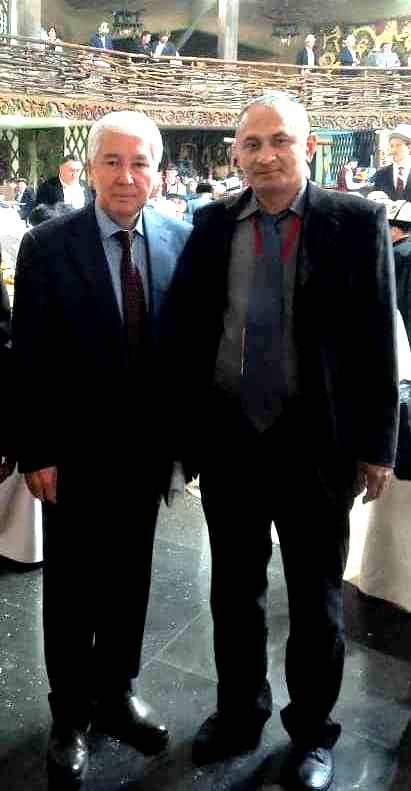
Председатель Народного Курултая Мыктыбек Абдылдаев вместе с делегатом Курултая, избранным от Кара-Суйского района Дилмурадом Рахмановым участвуют на заседании 2-го Народного Курултая Кыргызстана 2023 г.

II Народный Курултай Кыргызстана состоялся 15-16 декабря 2023 года в г. Бишкек. На курултае приняли участие 700 делегата, от айыльных аймаков и городов — 550 человек, от города Бишкек — 60, от города Ош — 30, от трудовых мигрантов за рубежом — 30, от этнических групп — 30. Из них 143 женщины и 551 мужчина. Второй Народный Курултай открыл председатель организационного комитета по проведению Курултая, государственный секретарь Кыргызстана Суйунбек Касмамбетов. На Курултае был избран председателем национального совета Мыктыбек Абдылдаев. На Курултае с докладами выступили президент страны, председатель парламента, руководитель правительства, а также делегаты со всех регионов с проблемными вопросами поднятыми на курултае местных сообществ. В итоговой резолюции отмечалось о принципах развития Кыргызстана, об укреплении межнациональных и межконфессиональных отношений, об усовершенствовании законов, о перспективах дальнейшего развития государственности Кыргызстана, изучались задачи поиска решения проблем по кыргызскому национальному образованию, по охране и развитии кыргызского языка, по демографии, по социально-экономическому положению населения республики и др. Были приняты обращения к народам Кыргызстана и руководству страны.

### III Народный Курултай Кыргызстана
III Народный Курултай Кыргызстана планируется провести в конце 2024 года в г. Бишкек.

## Полномочия Народного Курултая
В Конституции говорится, что президент по собственной инициативе или с учетом предложения Жогорку Кенеша, Народного Курултая в рамках закона освобождает от должностей членов кабинета министров и руководителей иных органов исполнительной власти. Народный Курултай избирает своего представителя в Совет по делам правосудия. Последний формируется из числа судей, составляющих не менее двух третей его состава, а также представителей президента, парламента, Народного Курултая и юридической общественности, составляющих одну треть его состава.
В положении указано, что делегаты будут обсуждать:
- вопросы, связанные с работой госорганов и органов местного самоуправления;
- гуманитарно-культурное развитие страны;
- развитие национальной культуры, языка и возрождение национального наследия кыргызов;
- сохранение традиций и наследия народов Кыргызстана;
- отношения государства и религиозных конфессий;
- экологию и рациональное использование природных ресурсов;
- разрешение межрегиональных и межэтнических споров и конфликтов;
- адаптацию национальных традиций и обычаев к реалиям современной жизни.

## Права делегатов
Делегаты Народного Курултая имеют право:
- избирать и быть избранными в органы Курултая;
- участвовать в обсуждении и высказываться по вопросам повестки дня;
- по поручению местного курултая выносить вопросы на рассмотрение Народного Курултая;
- другие права, вытекающие из этого положения.

## Структура
В Народном Курултае работает Национальный Совет — консультативно-совещательный рабочий орган Народного Курултая, который осуществляет свою деятельность на общественных началах, секретариат — орган Народного Курултая, работающий на постоянной основе, рабочая группа — группа, избранная из делегатов Народного Курултая, образованная для подготовки вопросов и внесения предложений по решению вопросов, рассматриваемых Народным Курултаем, счетная комиссия — комиссия, избранная из делегатов Народного Курултая для подсчета голосов и подведения итогов голосования по рассматриваемым вопросам, делегат — представитель, избранный в Народный Курултай в установленном порядке.
Основными направлениями деятельности Национального Совета Народного Курултая является защита политических, социально-экономических, культурных и других прав и свобод народов Кыргызстана и вне пределов республики, защита и реализация конституционных прав народов Кыргызстана, распространение объективной информации по истории и современной жизни кыргызского народа, защита, изучение и пропаганда национальной культуры кыргызов и других народов Кыргызстана, помощь научно-популярным, литературно-художественным и публицистико-политическим журналам, освещающие историю и культуру кыргызов и других народов Кыргызстана и др.

## Председатели Народного Курултая
1. Кадыр Кошалиев (2022–2023);
2. Мыктыбек Абдылдаев (2023–2024).